# نصف‌النهار ۶۴ درجه شرقی
نصف‌النهار ۶۴ درجه شرقی ۶۴مین نصف‌النهار شرقی از گرینویچ است که از لحاظ زمانی ۴ساعت و ۱۶دقیقه با گرینویچ اختلاف زمانی دارد.
این نصف‌النهار از قطب شمال شروع و از مناطق زیر گذشته و به قطب جنوب ختم می‌شود.
- روسیه
- اقیانوس هند